# Гонцы (Полтавская область)
Гонцы (укр. Гінці) — село,
Духовский сельский совет,
Лубенский район,
Полтавская область,
Украина.
Код КОАТУУ — 5322881802. Население по переписи 2001 года составляло 221 человек.

## Географическое положение
Село Гонцы находится на правом берегу реки Удай,
выше по течению примыкает село Духово,
ниже по течению на расстоянии в 4 км расположено село Горобии,
на противоположном берегу — село Нетратовка (Чернухинский район).
Река в этом месте извилистая, образует лиманы, старицы и заболоченные озёра.

## История
До революции 1917 года село входило в состав Тарандинцевской волости Лубенского уезда Полтавской губернии Российской империи.
В ЦГИА в г. Киеве имеется метрическая книга 1724 года

## Экономика
- Птице-товарная ферма.

## Объекты социальной сферы
- Фельдшерско-акушерский пункт.

## Достопримечательности
- Гонцовская стоянка[укр.] времён позднего палеолита (15—13 тыс. до н. э.)[2]. Открыта в 1873 году археологом Ф. И. Каминским[3], впоследствии изучалась К. М. Феофилактовым, Е. Н. Скаржинской, Н. И. Криштафовичем, Р. И. Гельвигом, В. М. Щербаковским, В. А. Городцовым, Л. Е. Чикаленко, В. И. Вернадским, А. П. Павловым, М. В. Павловой, Г. Ф. Мирчинком[4], И. Ф. Левицким, А. Я. Брюсовым, И. Г. Пидопличко, В. Я. Сергиным и другими учёными[5][6].